# Grotte de Choulgan-Tach
La grotte de Kapova (en russe : Капова пещера) est une grotte calcaire située sur le versant sud du Sarykuskan, une colline de Bachkirie dans le sud de l'Oural. Elle est traversée par le Choulgan (ru), une rivière de 13 km qui se jette peu après dans la Belaïa. Pour cette raison, elle est aussi appelée grotte de Choulgan-Tach. Elle est célèbre pour les peintures du paléolithique ancien qui ornent ses parois.

## Description

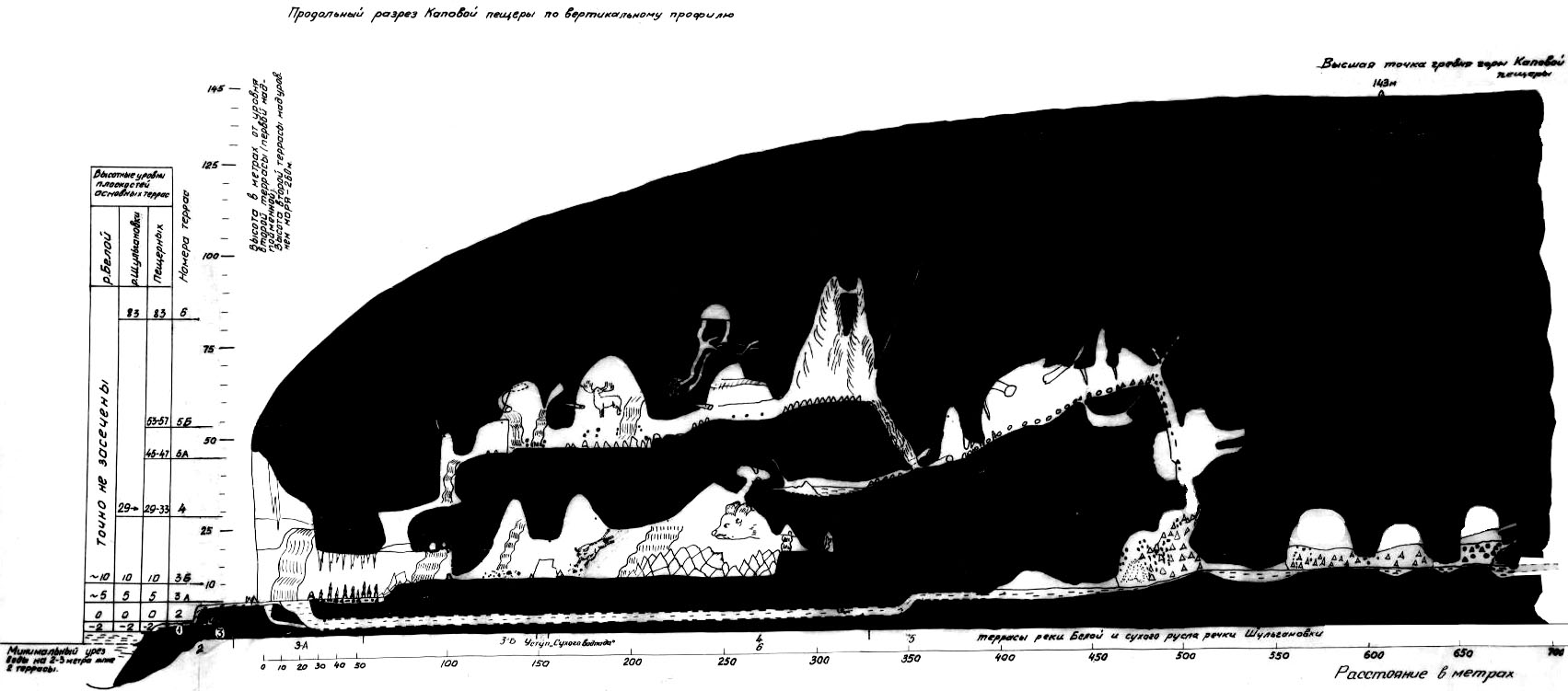
Profil de la grotte

L'entrée de la grotte forme une grande arche de 30 m de haut juste à la droite d'une profonde mare (3 m de large pour 35 m de profondeur) qui correspond à la résurgence de la rivière. Le système de galeries s'étend sur 3 km  pour une dénivellation de 165 m et comporte des siphons, des lacs souterrains. Il comporte trois étages, celui du dessous étant occupé par la rivière.

## Archéologie
Les peintures ont été découvertes en 1959 par le zoologiste A.V. Ryumin et ont revêtu une importance particulière car c'est l'un des premiers exemples d'art pariétal découvert en dehors de l'aire franco-cantabrique. Elles se répartissent entre quatre salles: la salle de la coupole, la salle des signes et la salle du chaos à l'étage intermédiaire et la salle des peintures à l'étage supérieur. La plupart des peintures sont réalisées à l'ocre rouge avec l'hématite comme pigment, parfois accompagné de charbon de bois. Estimées initialement d'époque solutréenne ou magdalénienne, leur âge de 16 300 à 19 600 ans (cal. BP) a ensuite été confirmé par une analyse au carbone 14 de la couche archéologique présentant des fragments d'ocre. La tentative d'obtenir une mesure plus directe en analysant les dépôts de calcite en dessus et en dessous des dessins par la méthode de la datation par l'uranium-thorium n'a pas abouti à une fourchette plus précise: entre 36 400 et 14 500 ans, il n'y a eu aucun dépôt de calcite, ce qui suggère qu'à cette époque, les températures à l'intérieur de la cave étaient inférieures à zéro pendant toute l'année dans des conditions de permafrost. Cette période correspond au dernier maximum glaciaire,.

Peintures rupestres
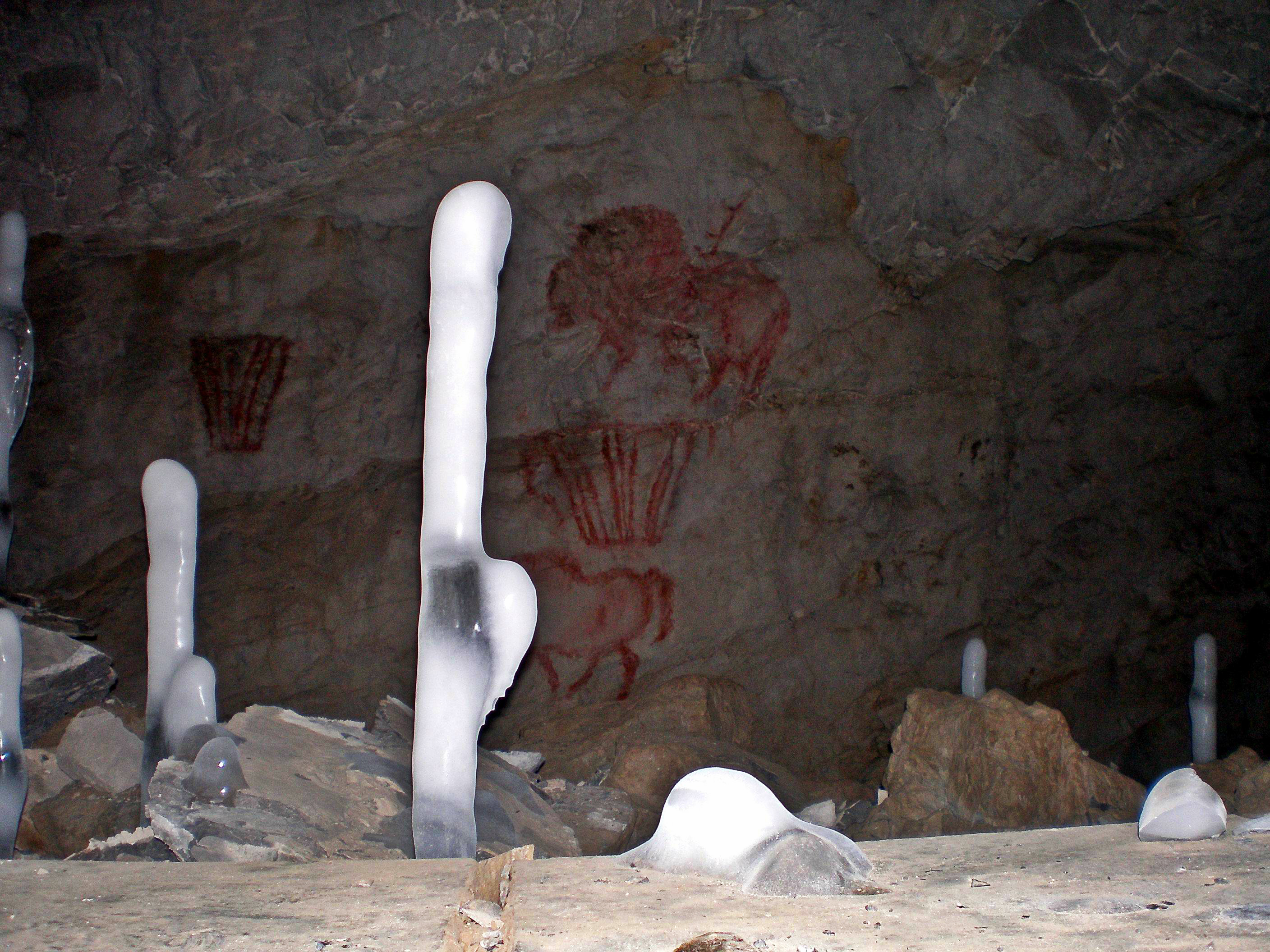
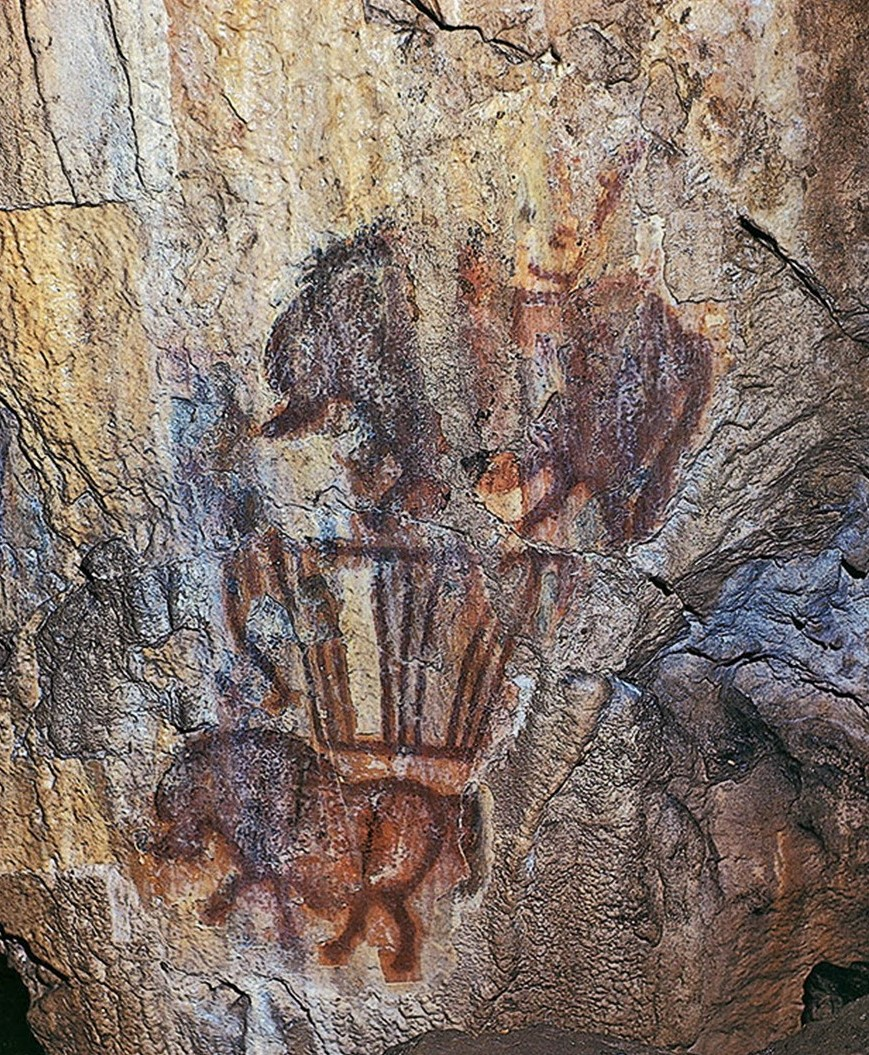

173 dessins sont décrits: 26 peintures représentent la faune de cette époque: mammouths laineux, chevaux, rhinocéros laineux, bisons des steppes et bisons d'Europe. Une représentation d'un chameau de Bactriane a été découverte en 2017 sous une couche de calcite. D'autre part, il existe plusieurs illustrations zoomorphes et anthropomorphes et plus de 70 figures géométriques (triangles, trapèzes, échelles, etc.).
Le sol archéologique correspondant a livré des colorants, une lampe en argile, un récipient en serpentine, des parures et un outillage constitué d’une trentaine de pièces de silex et de jaspe, comprenant 2 grattoirs, 1 pointe de la Gravette, des lames et lamelles retouchées et des éclats, auxquels s’ajoutent 3 choppers et 7 outils en os. Cet outillage se distingue par la diversité des matières qu'ils avaient travaillées (bois, os, viande, grattage de peau, utilisation comme projectile). Particulièrement usé, il n'a toutefois pas été utilisé sur place.
Une coupe en terre (6 cm x 2 cm) ayant probablement servi à la préparation de l'ocre a notamment été retrouvée dans la salle des signes. 
Des fragments de deux crânes ont été découverts dans la salle de la coupole. Une étude de l'ADN de ces habitants de l'âge du bronze a révélé qu'ils possédaient les haplogroupes R1a et R1b, actuellement très communs en Europe, ainsi que les haplogroupes mitochondriaux I5, M1 et U5.
Actuellement, afin de protéger les originaux, des copies des peintures sont présentées aux touristes dans l'entrée de la grotte.

## Flore et faune
La grotte étant située dans la réserve naturelle de Choulgan-Tach, sa flore et sa faune ont été étudiées en détail.
En raison de leur proximité, les poissons de la rivière souterraine ne diffèrent pas de ceux de la Belaïa: ce sont des taïmens, des ombres et des phoxinus. Les chauves-souris sont représentées par six espèces: des murins de Brandt, à moustaches, de Daubenton ou de Natterer ainsi que des oreillards roux et des sérotines boréales.
Les mousses sont concentrées à l'entrée de la grotte, avec notamment Anomodon viticulosus, Neckera besseri, Tortella tortuosa, Campylophyllum halleri, Schistidium apocarpum, Timmia bavarica, Platygyrium repens et Plagiochila porelloides.

## Protection
Les « peintures pariétales de la grotte de Shulgan-Tash » sont inscrites sur la liste du patrimoine mondial en 2025 par l'UNESCO.